# أصل (نبات)
يتم التعامل مع مصطلح أصل في الاستخدام العام باعتباره بديلاً لكلمة أصلي، والذي يعني شيءًا فطريًا.

## الاستخدام في علم النبات
إلا أن هذا المصطلح استخدم لأول مرة في مجال علم النبات تحديدًا في عام 1918 بواسطة ليبرتي هايد بيلي ((1858–1954)، وهو بستاني وعالم نبات أمريكي فضلاً عن كونه أحد مؤسسي الجمعية الأمريكية المعنية بعلوم البساتين) ووصفت كنبات. 
 «ذي موطن معروف».

 بعد ذلك، قام بيلي في عام 1923 بتعريف كلمة الأصل رسميًا على النحو التالي:

### التعريف النباتي
«... أنواع نعرف أصلها وموطنها، تلك التي يتم تسجيلها في مكان ما باعتبارها أصلية.»
 إلا أن هذا المصطلح يتعارض مع مصطلح مستنبت الذي قام بتعريفه في أبحاثه عام 1923: 
 «هي الأنواع أو شبيهة الأنواع التي ظهرت بطريقة الاستئناس، ويطلق على هذه النباتات اسم المستنبتة.»
لقد خضع تعريف مصطلح مستنبت واستخدامه لتغييرات لاحقة (انظر الإدخال المدرج تحت مصطلح مستنبت).